# 路次楽
路次楽（るじがく）は、琉球王国の中国伝来の宮廷音楽。俗に「ガク」「ガクブラ」「ピーラルラー」などとも呼ばれる。宮廷の室内楽であった御座楽（うざがく）に対して、路次楽は、国王の行列が行進しながら吹奏する「道中楽」であった。
沖縄県の県選択無形民俗文化財として選択されている。

## 沿革
16世紀、琉球王国の尚真王の時代、慶賀使として中国（当時は明）に渡った沢岻親方（沢岻盛里）が、楽器とともに演奏法を沖縄に持ち帰ったとされる。
琉球王国では、王宮（首里城）での儀式や琉球国王が外出する時などに演奏された。また、江戸の将軍のもとに使節団を送る「江戸上り」の時などにも演奏されたため、そのルート上にある村々の農村芸能にも影響を与え、それは唐人おどりやその際に演奏される音楽の中などに今も残っている。
また現在でも、沖縄県今帰仁村（なきじんそん）の湧川（わくかわ）などで伝承されており、祭りなどの折には琉球王国時代の行列を復元して演奏される。

## 楽器
使用する楽器は、チャルメラの一種である哨吶（ツォナ）と、太鼓などの打楽器である。

## 関連文献
- CiNii>路次楽